# Babel Fish
Babel Fish fue un servicio de traducciones automáticas ofrecido por los buscadores AltaVista y Yahoo! hasta su transición a Bing Translator en mayo de 2012. Su nombre está inspirado en el Pez de Babel. Permitía traducir un texto cualquiera o una página web a otros idiomas. Fue uno de los traductores en línea más usados de Internet ya que su uso era gratuito y estaba disponible en los idiomas más utilizados. Su competidor más directo era el traductor de Google, llamado Google Translate. Al igual que este último, Babel Fish permitía traducir las páginas web en tiempo real conforme el usuario iba navegando. En los últimos tiempos, Babel Fish se manejaba bajo la plataforma de Yahoo!, ya que el servicio fue absorbido después de la compra por parte de este último a la empresa Overture Service Inc. propietaria del sitio AltaVista quien fuera el desarrollador del traductor y cuya plataforma bajo la que se manejaba hasta el año 2006.
Como con todos los traductores automáticos, no siempre se conseguía una buena traducción con este sistema. La tecnología detrás de BabelFish fue desarrollada por Systran, que también ha creado un programa informático comercial con el mismo nombre.

## Ejemplo de traducción
Este ejemplo sirve para ilustrar la calidad de traducción que se podía esperar de BabelFish. En algunos casos el texto traducido puede llegar a ser completamente ilegible. Una forma de evaluar la calidad de una herramienta de traducción era traducir un texto del español al inglés y, sin modificar el resultado, traducirlo de nuevo a la inversa: del inglés al español.
Texto original:
Wikipedia es una enciclopedia libre políglota basada en la tecnología wiki. Wikipedia se escribe de forma colaborativa por voluntarios, permitiendo que la gran mayoría de los artículos sean modificados por cualquier persona con acceso mediante un navegador web. El proyecto comenzó el 15 de enero de 2001, fundada por Jimbo Wales, con la ayuda de Larry Sanger, como complemento de la enciclopedia escrita por expertos Nupedia. Ahora depende de la fundación sin ánimo de lucro Wikimedia Foundation. Wikipedia registró en abril de 2008 más de 10 millones de artículos,[1] incluyendo más de 2 millones en su edición en inglés, y a finales de febrero de 2006 alcanzó la cifra de 1 000 000 de usuarios registrados. Desde su concepción, Wikipedia no sólo ha ganado en popularidad sino que su éxito ha propiciado la aparición de proyectos hermanos. Existe, sin embargo, controversia sobre su fiabilidad.[2] En este sentido, la revista científica Nature declaró a la Wikipedia en inglés casi tan exacta como la enciclopedia Britannica en artículos científicos.[3] Además, figura entre los diez sitios web más visitados en el mundo.
Resultado tras la traducción español-inglés-español:
Wikipedia es un políglota libre de la enciclopedia basado en el wiki de la tecnología. Wikipedia es escrito de forma del colaborativa por los voluntarios, admitiendo quién cualquier persona con el acceso modifica la gran mayoría de artículos por medio de un Web de navegación. El proyecto comenzó los 15 de enero de 2001, fundado por Jimbo Wales, con la ayuda de Larry Sanger, como complemento de la enciclopedia escrita por los expertos de Nupedia. Ahora depende de la fundación sin el alcohol de la fundación de Wikimedia del beneficio. Wikipedia se colocó en abril de 2008 más de 10 millones de artículos, [ 1 ] incluyendo más de 2 millones en su edición en inglés, y a finales de febrero de 2006 él alcanzaron el número de 1 000 000 de usuarios registrados. De su concepto, Wikipedia ha ganado no sólo en renombre sino que ése su éxito ha causado el aspecto de los hermanos de los proyectos. Existe, sin embargo, controversia en su fiabilidad.[2 ] en este sentido, la naturaleza científica del compartimiento declarada al Wikipedia inglés adentro casi tan exacto como el artículo la enciclopedia científicos.[3 de Britannica ] además, figura entre el Web visitado diez localiza más en el mundo.

## Idiomas soportados
- Chino (simplificado) a inglés
- Chino (tradicional) a inglés
- Neerlandés a inglés
- Neerlandés a francés
- Inglés a chino (simplificado)
- Inglés a chino (tradicional)
- Inglés a neerlandés
- Inglés a francés
- Inglés a alemán
- Inglés a griego
- Inglés a italiano
- Inglés a japonés
- Inglés a coreano
- Inglés a portugués
- Inglés a ruso
- Inglés a español
- Francés a neerlandés
- Francés a inglés
- Francés a alemán
- Francés a griego
- Francés a italiano
- Francés a portugués
- Francés a español
- Alemán a inglés
- Alemán a francés
- Griego a inglés
- Griego a francés
- Italiano a inglés
- Italiano a francés
- Japonés a inglés
- Coreano a inglés
- Portugués a inglés
- Portugués a francés
- Ruso a inglés
- Español a inglés
- Español a francés